# Materija, Hrpelje-Kozina
Materija este o localitate din comuna Hrpelje - Kozina, Slovenia, cu o populație de 60 de locuitori.